# 恵通航空
恵通航空（けいつうこうくう）とは中華民国で短期間存在した航空会社である。

## 概略
日本と中華民国は満州事変の停戦協定である塘沽協定を締結し、両国の軍隊は所定のラインまで後退した。その一方で事実上国民政府（中国国民党）は華北における主権の一部を喪失する結果となった。
日本の関東軍と冀察政務委員会の合意により、合弁企業として、1936年11月7日設立されたのが恵通航空であった。資本金は400万円で冀察政務委員会と満州航空が出資した。そのため、実際には華満合弁企業の形式であった。本社は当初は天津に置かれていたが、1938年1月に北京に移転した。
航空路として1936年11月17日から天津～大連線、北京～錦州線、天津～承徳線の運航を開始した。しかしながら国民政府の指導者である蔣介石からは、冀察政務委員会は日本に屈服したと判断し、中華民国に対する主権侵害と侵略行為であると強く非難した。
その直後の1937年7月7日に盧溝橋事件が発生し日中戦争が勃発した。そのため恵通航空を母体として、日本の後ろ盾で作られた中華民国臨時政府、中華民国維新政府、蒙疆連合委員会の各政権の出資を仰いで新たに中華航空（現存するチャイナエアラインとは無関係）が設立された。そのため、同航空は発展的解消をした。

## 参考資料
- 日本民間航空史、佐藤一一著、国書刊行会、2003年刊